# Neanthophylax
Neanthophylax es un género de escarabajos longicornios de la tribu Oxymirini. Fue descrito por Linsley y Chemsak en 1972.

## Especies
- Neanthophylax mirificus (Bland, 1865)
- Neanthophylax pubicollis Linsley y Chemsak, 1972
- Neanthophylax subvittatus (Casey, 1891)
- Neanthophylax tenebrosus (LeConte, 1873)
- Neanthophylax tenebrosus nigrolineatus (Van Dyke, 1917)
- Neanthophylax tenebrosus orientalis Linsley y Chemsak, 1972